# PGC 1875680
LEDA/PGC 1875680 ist eine Galaxie im Sternbild Pegasus am Nordsternhimmel. Sie ist schätzungsweise 668 Millionen Lichtjahre von der Milchstraße entfernt und hat einen Durchmesser von etwa 120.000 Lichtjahren. Vom Sonnensystem aus entfernt sich das Objekt mit einer errechneten Radialgeschwindigkeit von näherungsweise 14.800 Kilometern pro Sekunde.
Im selben Himmelsareal befinden sich unter anderem die Galaxien PGC 71708, PGC 71748, PGC 71753, PGC 2800850.